# Maud Gonne
Maud Gonne MacBride (irlandès: Maud Nic Ghoinn Bean Mac Giolla Bhríghde, 21 desembre 1866 – 27 d'abril 1953) fou una revolucionària irlandesa, d'origen anglès, sufragista i actriu, especialment recordada per la seva relació turbulenta amb el poeta William Butler Yeats. De naixement i procedència anglo-irlandesa, fou guanyada per a la causa del nacionalisme irlandès per la problemàtica dels desnonats a causa de les "Land Wars", les "guerres de la terra" irlandeses. Fou també una activa agitadora per a la causa de l'autogovern ("Home Rule").

## Primers anys
Va néixer a Tongham prop de Farnham, Surrey, com a Edith Maud Gonne, la filla gran del Capità Thomas Gonne (1835–1886) del 17è de Llancers, els avantpassats del qual provenien de Caithness, a Escòcia, i la seva muller, Edith Frith Gonne, nascuda Cook (1844–1871). Després que la seva mare morís mentre Maud era encara una nena, el seu pare la va enviar a una escola-internat a França per ser educada. "Els Gonnes provenen de Co Mayo, però el meu rebesavi va ser desheretat i cercà fortuna a l'estranger comerciant amb vi espanyol" va escriure. "El meu avi era cap d'una pròspera empresa amb establiments a Londres i Porto - ell va destinar el meu pare a encarregar-se de l'àrea internacional del negoci i l'educà a l'estranger. El meu pare parlava sis llengües però tenia poca inclinació pels negocis, de tal manera que va aconseguir un càrrec a l'exèrcit anglès; el do de llengües va assegurar-li destins diplomàtics a Àustria, els Balcans i Rússia, i se sentia a casa tant a París com a Dublín."

## Inicis de la seva carrera
El 1882 el seu pare, un agent d'exèrcit, estava destinat a Dublín. El va acompanyar i es va quedar amb ell fins a la seva mort. Va retornar a França després d'un atac de tuberculosi i va enamorar-se d'un polític de la dreta, Lucien Millevoye. Van acordar lluitar per la independència irlandesa i per recuperar Alsàcia-Lorena per a França. Va retornar a Irlanda i va treballar incansablement per l'alliberament de presoners polítics irlandesos. El 1889, va conèixer per primer cop William Butler Yeats, qui va enamorar-se d'ella.
El 1890 va retornar a França on va retrobar-se amb Millevoye. El 1889 va tenir un fill, Georges, amb Millevoye, que va morir, possiblement de meningitis, el 1891, fet que li causà una gran i perdurable aflicció. A Dublín, Londres i París va ser atreta per l'ocultisme i l'espiritisme, de gran importància per Yeats, preguntant els seus amics sobre la realitat de reencarnació. El 1891 es va unir breument a l'Orde Hermètic de l'Alba Daurada, una organització màgica en la que Yeats s'havia implicat. Gonne se separà de Millevoye després de la mort de Georges, però a finals de 1893 va organitzar de reunir-s'hi al mausoleu que li havia construït a Samois-sur-Seine, on tingueren relació sexual. El seu propòsit era concebre una criatura amb el mateix pare, a qui l'ànima de Georges transmigrés en metempsicosi. L'agost de 1894 va néixer la filla de Gonne, Iseult. (Quan aquesta tenia 23 anys, William Butler Yeats, llavors de 52 anys, va proposar-li matrimoni; també va tenir un afer breu amb Ezra Pound. A edat 26, Iseult va casar-se amb el novel·lista irlandès-australià Francis Stuart, qui tenia llavors 18 anys.)
Durant la dècada de 1890 Gonne viatjà extensament per Anglaterra, Gal·les, Escòcia i els Estats Units fent campanya per la causa nacionalista, formant una organització anomenada la "Lliga irlandesa" (L'Association Irlandaise) el 1896. El 1899 la seva relació amb Millevoye va acabar.

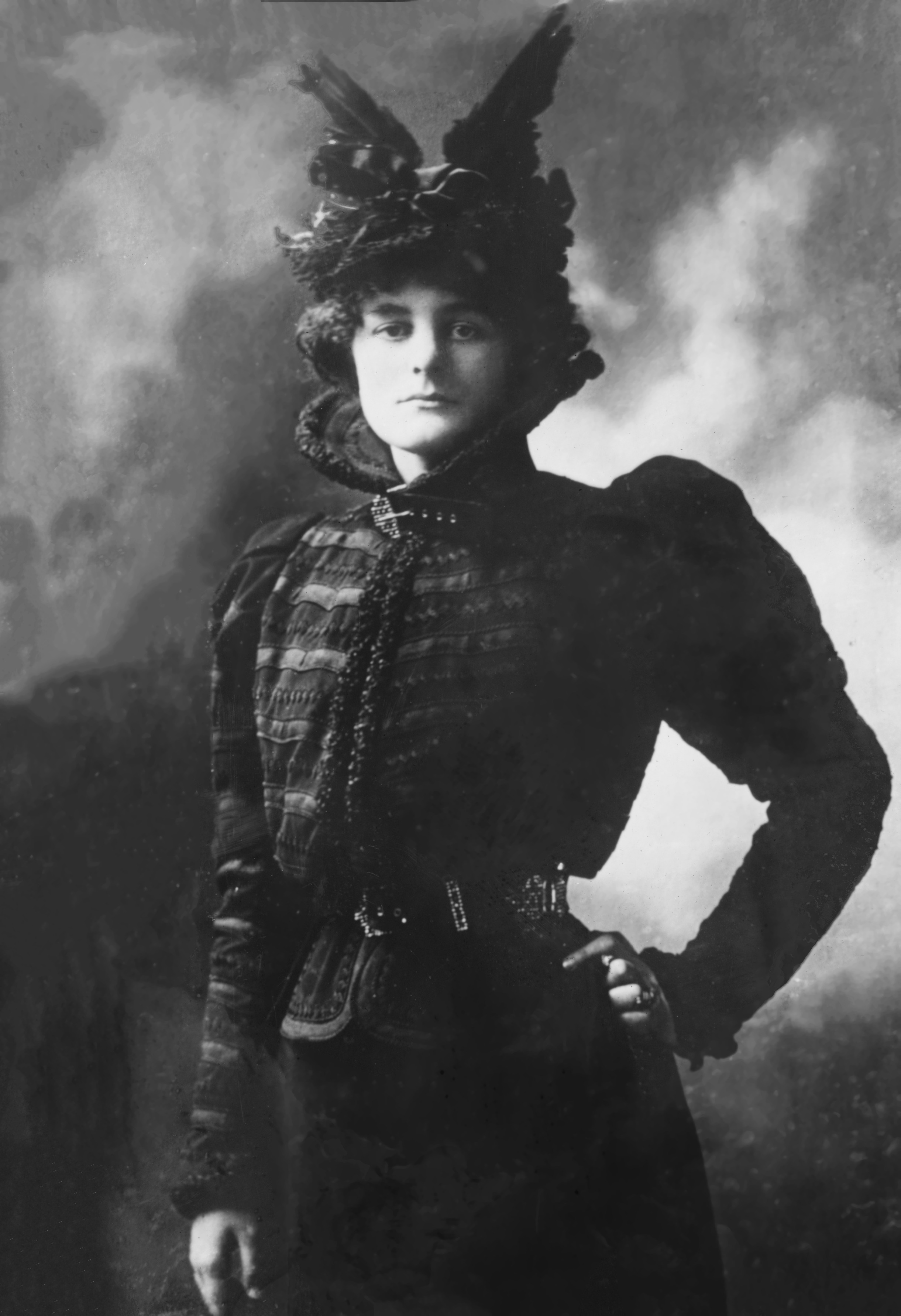
Maud Gonne McBride, sense data. Biblioteca del Congrés dels Estats Units.

Gonne, oposant-se als intents dels britànics d'obtenir la lleialtat de la joventut irlandesa als inicis del segle xx, fou coneguda per organitzar recepcions especials per a nens. Ella, juntament amb altres voluntaris, va lluitar per conservar la cultura irlandesa durant el període de la colonització de Gran Bretanya, fundant l'Inghinidhe na hEireann Vint-i-nou dones van assistir a la primera reunió. Van decidir "combatre per tots els mitjans la influència anglesa que tant mal fa al gust artístic i refinament dels irlandesos".
En la seva autobiografia va escriure: "sempre he odiat la guerra i sóc per natura i filosofia una pacifista, però són els anglesos qui estan fent-nos la guerra, i el primer principi de la guerra és matar l'enemic."

## Actuacions
Dins 1897, juntament amb Yeats i Arthur Griffith, va organitzar protestes contra el Jubileu de Diamant (60è aniversari de l'ascenció al tron) de la Reina Victòria. L'abril de 1902, va fer un paper principal en l'obra teatral de Yeats Cathleen Ní Houlihan. Va fer el paper de Cathleen, la "dona vella d'Irlanda", que està de dol per les seves quatre províncies, perdudes en favor dels colonitzadors anglesos. Ja aleshores passava la major part del seu temps a París.
En el mateix any, va unir-se a l'església catòlica romana. Va rebutjar moltes propostes de matrimoni de Yeats, no només perquè el veia insuficientment radical en el seu nacionalisme (i poc disposat a convertir-se al catolicisme) sinó també perquè creia que el seu amor no correspost per ella havia estat un do per la seva poesia i que el món hauria de donar-li les gràcies per no haver acceptat mai les seves propostes.

## Matrimoni
Després d'haver rebutjat un mínim de quatre propostes de matrimoni per part de Yeats entre 1891 i 1901, Maud va casar-se (el 1903, a París) amb el Major John MacBride, qui havia dirigit l'Irish Transvaal Brigade contra els britànics en la Segona Guerra Boèr. L'any següent va néixer el seu fill, Seán MacBride.
Posteriorment, Gonne i el seu marit van acordar posar fi al seu matrimoni. Ella va reclamar la custòdia exclusiva del seu fill; MacBride ho rebutjà, i un procés de divorci va començar a París el 28 de febrer de 1905. L'únic càrrec que va ser admès pel tribunal en contra de MacBride fou que, una sola vegada durant el matrimoni, es va embriagar. A MacBride se li concedí el dret de visita del seu fill, dos cops per setmana.
Acabat el seu matrimoni, Gonne va fer al·legacions de violència domèstica i, segons W. B. Yeats, d'abusos sexuals a Iseult, la seva filla d'una relació anterior, que aleshores tenia onze anys. Alguns crítics han suggerit que Yeats podia estar darrere aquestes al·legacions, que haurien estat tramades per ell. Ni la demanda de divorci formulada per Gonne ni els escrits de la mateixa Iseult esmenten res d'això, el que no és sorprenent, ateses les reticències de l'època davant de tals afers, si bé Frances Stuart, que més endavant fou el marit d'Iseult, testifica que ella li'n va parlar. El 1917 Yeats, en la seva cinquantena, va proposar matrimoni a Iseult de 23 anys, qui no va acceptar. Ell l'havia coneguda des que tenia quatre anys, i sovint s'hi referia com la seva estimada nena i va dedicar un interès paternal als escrits d'ella. Molts dublinesos, erròniament sospitaven que Yeats era el seu pare.
MacBride va visitar el seu fill, com estava autoritzat, per poc temps, ja que va retornar a Irlanda i no el va veure més. Gonne va criar el nen a París. MacBride fou executat el maig de 1916 juntament amb James Connolly i altres dirigents de l'Alçament de Pasqua. Després de la mort de MacBride, Gonne va creure que podia tornar a viure permanentment a Irlanda.
Yeats va demanar Iseut Gonne de casar-s'hi un cop més, el 1918, i ella va considerar la proposta. El tres tornaren a Londres, des de França, on Iseult finalment el va rebutjar.

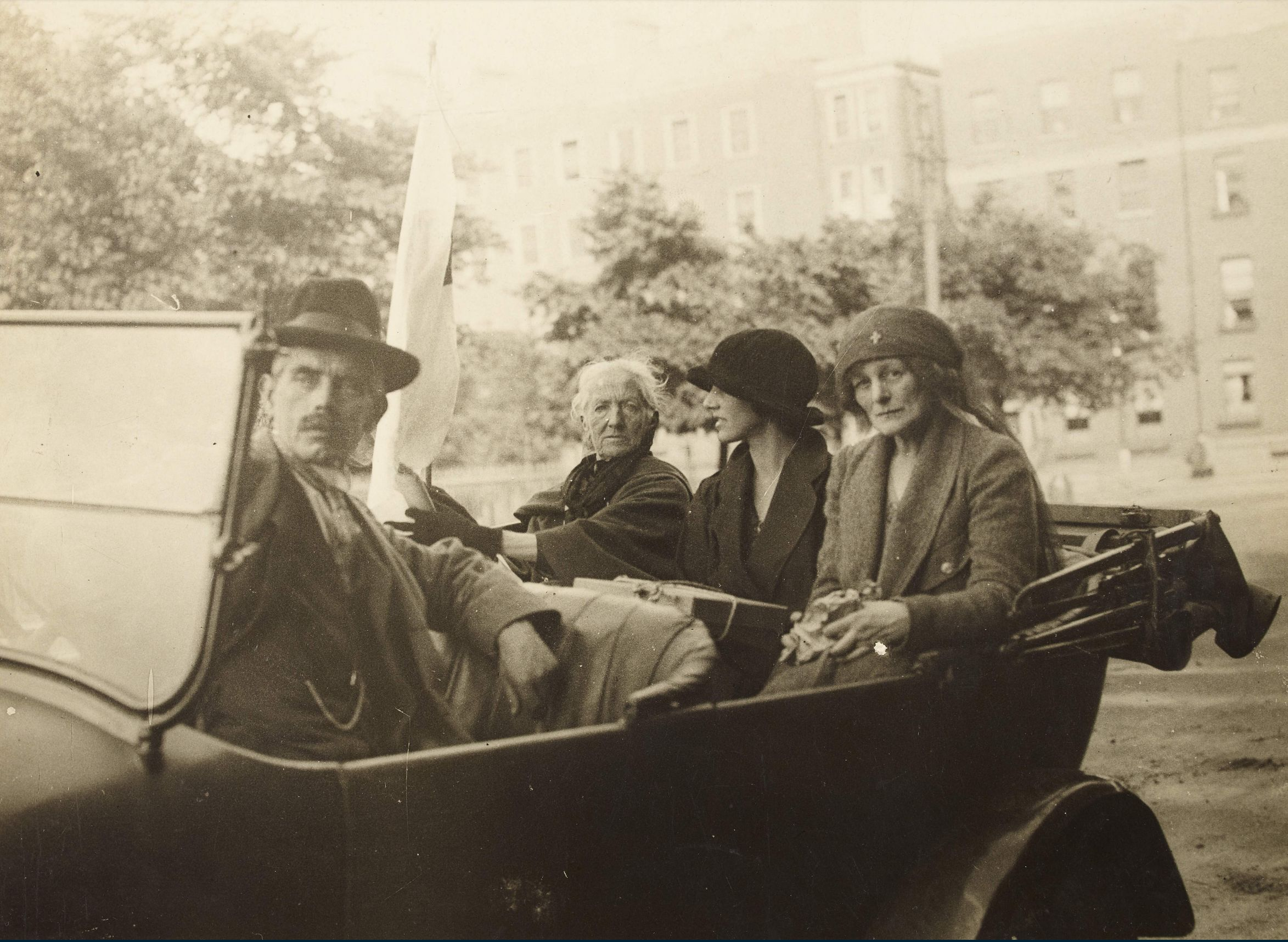
Maud Gonne (a l'extrem dret) amb membres de l'agència d'ajut, a Dublín, el juliol de 1922

### El moviment de feminista
Gonne va continuar essent molt activa a París. El 1913, va fundar L'Irlande Libre un diari francès. Volia que el Cumann na mBan, el Consell de les dones irlandeses, fos considerat seriosament: la seva idea era per aconseguir-ne l'afiliació a la Creu Roja i va escriure a Ginebra per obtenir un perfil internacional per la nova organització nacionalista. El 1918, va ser arrestada a Dublín i empresonada a Anglaterra durant sis mesos.
Va treballar amb la Irish White Cross (la Creu Blanca Irlandesa)   per l'ajuda de les víctimes de violència. Gonne MacBride es movia en cercles de classe alta. La germana de Lord French, Lloctinent d'Irlanda , Charlotte Despard era una famosa sufragista, que ja era una Sinn Feiner quan va arribar a Dublín el 1920. Ella va acompanyar Gonne en una gira  pel Comtat de Cork, seu de l'activitat revolucionària més fervent. Cork estava en Zona de Llei Marcial (Martial Law Area), vedada a irlandesos i irlandeses forans a la zona, però la germana del Virrei tenia un passi.
El 1921, es va oposar al Tractat Angloirlandès i va defensar el costat republicà. El comitè que va crear la Creu Blanca a Irlanda va demanar a Gonne per unir-s'hi el gener de 1921, per a distribuir fons a víctimes, administrats pel Cumann na mBan. Va establir-se a Dublín el 1922. Durant les batalles de carrer va encapçalar una delegació anomenada Comitè de Pau de les Dones, propera al lideratge del Dáil i del seu vell amic Arthur Griffith. L'agost va fundar una organització similar, la Lliga de defensa de les Dones dels Presos. Les presons eren brutals: moltes dones van ser tancades en les presons dels homes. La Lliga va donar suport les famílies que volien notícies d'interns. Van treballar per drets de presoners, van començar vetlles, i van publicar històries de morts tràgiques. Per la seva amistat amb Despard i la seva oposició al govern foren etiquetades com a "Maud and Madame Desperate". La seva casa a 75 St Stephen's Green fou assaltada per soldats del Free State Army, que la saquejaren. Maud fou arrestada i portada a la presó de  Mountjoy. El 9 de novembre de 1922 l'Oficina del Sinn Féin va ser assaltada al carrer Suffolk; l'Estat Lliure havia escombrat la capital, acorralant l'oposició i duent-la a presó.
El 10 d'abril de 1923, Maud Gonne MacBride va ser arrestada novament, acusant-la de preparar pancartes per a manifestacions sediciones i escriure literatura antigovernamental.
Va ser alliberada el 28 d'abril, després de vint dies sota custòdia. Mesos més tard les dones propagaren el rumor que Nell Ryan havia mort sota custòdia per tal d'obtenir una victòria propagandística. Les dones van continuar essent arrestades.

## La Musa de Yeats

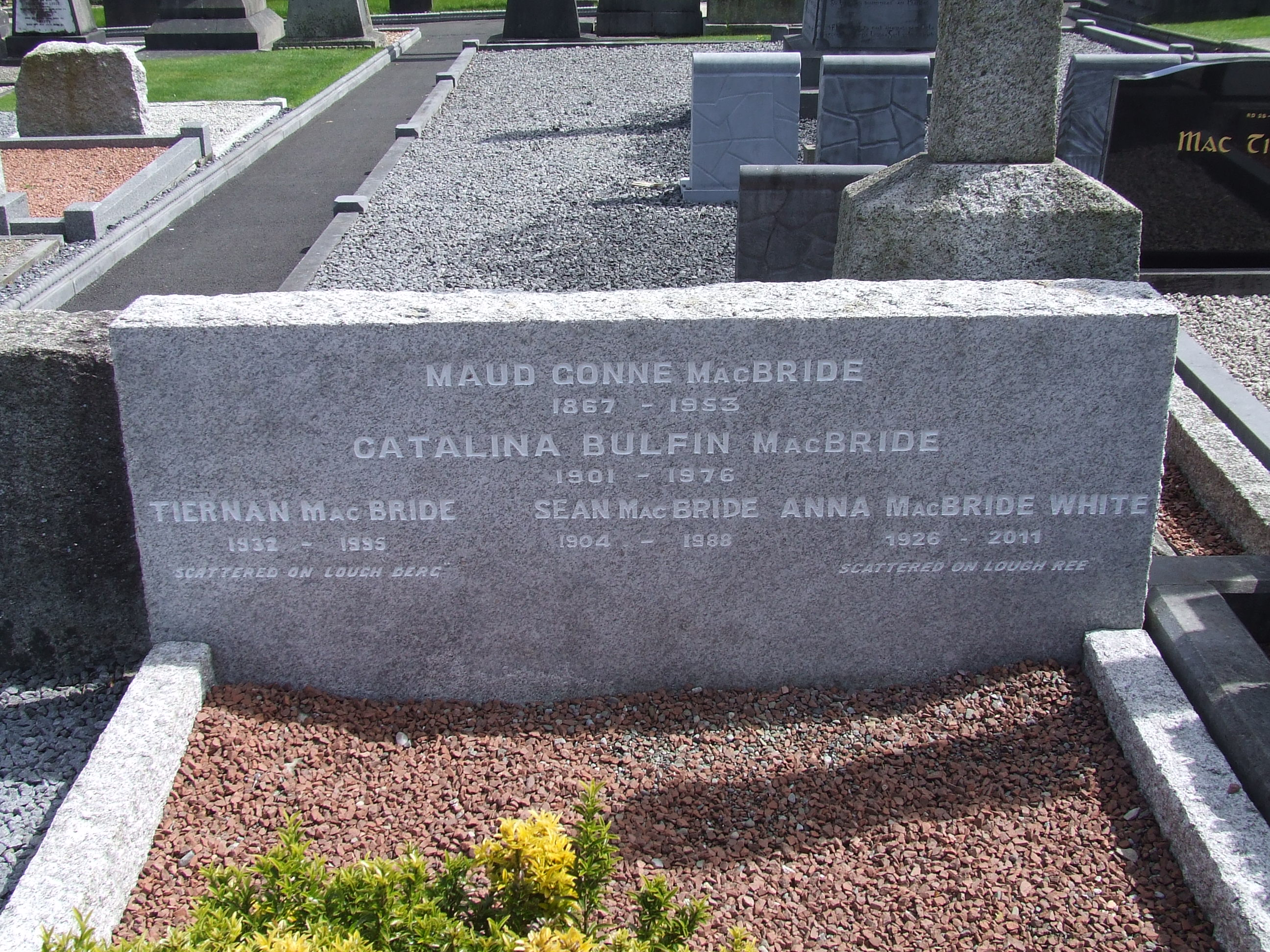
Làpida de Maud Gonne al Cementiri de Glasnevin

Molts dels poemes de Yeats estan inspirats en ella, o la mencionen, tal com "This, This Rude Knocking." Va escriure les obres teatrals The Countess Cathleen i Cathleen ni Houlihan per a ella. El seu poema "Aedh wishes for the Cloths of Heaven" acaba amb una referència a ella.
Pocs poetes han celebrat la bellesa d'una dona amb l'extensió amb què Yeats va fer-ho en la seva lírica sobre Gonne. Del seu segon llibre Last Poems, ella esdevingué la Rosa, Helena de Troia (a No second Troy), el Cos de Leda ("Leda and the Swan i "Among School Children"), Cathleen Ní Houlihan, Pal·las Atenea i Deirdre.

## Autobiografia
Maud Gonne MacBride va publicar la seva autobiografia el 1938, titulada A Servant of the Queen, una referència tant a la visió que ella tenia de la reina irlandesa de l'antiguitat Cathleen (o Caitlin) Ní Houlihan com una forma irònica de titular, considerant el nacionalisme irlandès de Gonne i el seu refús se la monarquia britànica.
El seu fill, Seán MacBride, fou actiu en política a Irlanda i a les Nacions Unides. Fou un membre fundador d'Amnistia Internacional de la que en fou president, i va ser-li atorgat el premi Nobel de la Pau el 1974.
Va morir en Clonskeagh, als 86  anys, i està enterrada al cementiri de Glasnevin, a Dublín.

### Obres
- Servant of the Queen Dublin, Golden Eagle Books Ltd.